# Taps, más allá del honor
Taps, más allá del honor (conocida también como Taps) es una película estadounidense de 1981 dirigida por Harold Becker. Cuenta con un elenco de actores talentos hoy mundialmente reconocidos, como Timothy Hutton, Sean Penn y Tom Cruise, el cual realiza uno de sus primeros papeles en el cine.
Es una adaptación de una novela de Devery Freeman titulada Father Sky.

## Argumento
En este film dramático, un comandante de cadetes (Timothy Hutton) lidera una sublevación armada con la intención de impedir que las autoridades conviertan su academia militar en un complejo de apartamentos. El general Bache, director de la academia (George C. Scott), se compromete a luchar contra la conversión. Pero cuando un accidente inesperado provoca el cierre de la academia, la disciplina militar se desbarata, con trágicas consecuencias. Film que pone en duda los valores morales de la sociedad actual, cuenta con actores en aquellos años jóvenes, pero que hoy en día son reconocidos intérpretes en la gran pantalla.

## Reparto
| Actor              | Personaje                          |
| ------------------ | ---------------------------------- |
| George C. Scott    | Brigadier General Harlan Bache     |
| Timothy Hutton     | Cadete Mayor Brian Moreland        |
| Ronny Cox          | Coronel Kerby                      |
| Sean Penn          | Cadete Capitán Alex Dwyer          |
| Tom Cruise         | Cadete Capitán David Shawn         |
| Brendan Ward       | Cadete Charlie Auden               |
| Evan Handler       | Cadete Primer Teniente Edward West |
| John P. Navin, Jr. | Cadete Derek Mellot                |
| Billy Van Zandt    | Cadete Bug                         |
| Giancarlo Esposito | Cadete Capitán J.C Pierce          |
| Donald Kimmel      | Cadete Sargento Billy Harris       |
| Tim Wahrer         | Cadete Mayor John Cooper           |
| Tim Riley          | Hulk                               |
| Jeff Rochlin       | Shovel                             |
| Rusty Jacobs       | Rusty                              |
| Wayne Tippit       | Sargento Maestre Kevin Moreland    |
| Earl Hindman       | Teniente Hanson                    |
| Jess Osuna         | Decano Ferris                      |